# 銀色食草美洲鱥
墨西哥食草美洲鱥（学名：Algansea amecae）为輻鰭魚綱鯉形目雅羅魚科的其中一種，被IUCN列為瀕危保育類動物，分布于中美洲墨西哥哈利斯科州阿梅卡河流域，體長可達10.1公分，棲息在中底層水域，生活習性不明。